# Pasar Dolok Sanggul
Pasar Dolok Sanggul is een bestuurslaag in het regentschap Humbang Hasundutan van de provincie Noord-Sumatra, Indonesië. Pasar Dolok Sanggul telt 5844 inwoners (volkstelling 2010).